# Епископ западноамерички Максим
Максим (световно Милан Васиљевић; Фоча, 27. јун 1968) епископ је западноамерички, са титулом архиепископ лосанђелески и западноамерички. Бивши је викарни епископ хумски (2004—2006).

## Биографија
Максим (Васиљевић) је рођен 27. јуна 1968. у Фочи. Основну школу завршио у Сарајеву (1983). Богословију Светог Саве у Београду завршио је 1988. Одслужио је војску 1988/89. Студирао је класичну филологију на Филозофском факултету Универзитета у Београду (1990−1992). Дипломирао је на Православном богословском факултету у Београду 1993. са просечном оценом 9,52.
Као стипендиста Републике Грчке (1995−1997) магистрирао је на Каподистријском универзитету у Атини 1996, а три године касније (1999), на истом универзитету одбранио је докторски рад из области систематског богословља и патристике. Годину дана је провео на постдокторским студијама из области византијске историје и хагиографије у Паризу и на Сорбони (2003/04). Истовремено студирао је теорију и праксу сликања на Француској академији лепих уметности у Паризу (Beaux-Arts). На Православном богословском факултету предаје од 2000. године, најпре у звању доцента (2000−2011), ванредног професора (2011−2016) и редовног професора (2016). Био је асистент (1998−2000), а потом и доцент (2000−2006) за Хришћанску антропологију са социологијом, на Богословском факултету у Фочи (Универзитет у Источном Сарајеву) као и за Византијску философију (2001−2002) на Философском факултету истог Универзитета. Предавао је Патрологију, Канонско право и Догматику на Теолошком факултету у Либертивилу (САД). Током боравка у Грчкој завршио је иконографске студије под руководством Стаматиса Склириса (Атина 1997−1999) и проучавао византијско појање под руководством Ликурга Ангелопулоса.
Замонашио га је тадашњи Епископ захумско-херцеговачки и приморски Атанасије у манастиру Тврдошу и рукоположио у чин ђакона 18. августа 1996. Био је привремени клирик Јеладске Цркве (Атинска Архиепископија) и ђакон у храму Свете Ирине у Атини 1996−1999. Рукоположен је у чин јеромонаха 19. августа 2001. године у Требињу, а за епископа Хумског хиротонисан у Сарајеву 2004. године. Устоличен за епископа Западноамеричког 2006. у Лос Анђелесу.
Од 2005. до 2010. године уредник је часописа Богословље, званичног гласила Православног богословског факултета у Београду. Оснивач је и уредник издавачке куће Севастијан прес, која је до сада објавила преко 130 теолошких књига (између осталих, Јустина Поповића, Николаја Велимировића, Атанасија Јевтића, Јована Зизиуласа, Данила Крстића, Стаматиса Слириса, и др.). Оснивач је и уредник фондације Serbica Americana и уређује вебсајтове Holy Icon (holyicon.org) и Poetics of Icon (https://poetics.holyicon.org), посвећене савременој иконографији. Званични је представник Српске православне Цркве у Скупштини дијаспоре и Одбора за Веру и поредак Светског Савета Цркава (Faith and Order WCC). Секретар је Епископског савета Српске православне цркве у Америци. Поред архипастирског и професорског рада, бави се сликањем. Управник је и наставник епархијске иконографске школе надахнуте византијским сликарством и иконама Стаматиса Склириса. Почасни је председник фондације „Српско благо”. Уредник је Годишњака епархије западноамеричке. Један је од оснивача студентског часописа „Логос” (1991), и дугогодишњи члан уредништва часописа „Видослов” Захумско-херцеговачке епархије (1994−2003). Председник је Одбора за образовање (Committee for Theological Education) Сабрања канонских православних епископа САД.
Говори грчки, руски, енглески и француски језик.

## Епископ
За викарног епископа хумског изабран је у мају 2004. од стране Светог архијерејског сабора. Био је помоћни епископ митрополита дабробосанског Николаја (Мрђе).
Хиротонисао га је патријарх српски Павле у Саборној цркви у Сарајеву дана 18. јула 2004. Присутни су били и митрополити дабробосански Николај (Мрђа) и велешки и повардарски Јован (Вранишковски), епископи бачки Иринеј (Буловић), западноевропски Лука (Ковачевић), врањски Пахомије (Гачић), милешевски Филарет (Мићевић), далматински Фотије (Сладојевић), захумско-херцеговачки Григорије (Дурић), будимљанско-никшићки Јоаникије (Мићовић), викарни јегарски Порфирије (Перић), липљански Теодосије (Шибалић), диоклијски Јован (Пурић) и умировљени захумско-херцеговачки и приморски Атанасије (Јевтић).
Године 2006, на мајском прољећном засједању Светог архијерејског сабора, изабран је за епископа западноамеричког и устоличен јула исте године.

## Објављене књиге
[1]     Светост — божанска и људска: Богословско-историјско истраживање Светог, светости и светитеља у Цркви. Православни богословски факултет Универзитета у Београду, Београд 2010.
[2]  History, Truth, Holiness: Studies in Theological Ontology and Epistemology, Sebastian Press, Los Angeles 2011.
[3]     Вера и живот: Између трансцендентности и контекстуалности, Православни Богословски факултет, Београд 2013.
[4]     Човек заједнице у Христу: „Учествовање у Богу“ у теолошкој антропологији Св. Григорија Богослова и Св. Максима Исповедника — превод ауторовог доктората са грчког на српски, ПБФ 2015.
[5]     Житија Епископа Мардарија Либертивилског и Архимандрита Севастијана Џексонског и њихови изабрани списи, коаутор са Ружицом Марић и о. Дамаскином Кристенсоном, Лос Анђелес: Севастијан прес 2014, стр. 11-63.
[6]     To the Glory of God the Father: Lives of Saints Mardarije of Chicago and Libertyville and Sebastian of San Francisco and Jackson, коаутор са Ружицом Марић и о. Дамаскином Кристенсоном, Los Angeles: Sebastian Press, 2015, стр. 11-77.
[7]     Saint Mardarije and Sebastian Canonization, Los Angeles 2015.
[8]     Theology as Surprise — Patristic and Pastoral Insights, New York, St. Vladimir’s Seminary Press 2018.
[9]  Дневник са Сабора: Свети и Велики Сабор Православне Цркве у Православној академији на Криту, од 17. до 26. јуна 2016. године, Врњци-Алхамбра 2016.
[10]   Diary of the Council: Reflections from the Holy and Great Council at the Orthodox Academy in Crete, June 17-26, 2016, ed. St. Herman of Alaska Monastery, Los Angeles-Crete 2016.
[11]   „Блиско огледало лика другога“: Патристичко-историјска студија о иконичности — од Св. Кападокијаца до Св. Теодора Студита, Врњци-Лос Анђелес 2016.
[12]  Виђење невидљивог и суочавање са стварношћу, Лагуна, Бгд 2020.
[13]   Симеон Метафраст — биографија, редакција, теологија, Лос Анђелес-Париз-Врњци 2020.
[14]     Accomplishing the Future in Advance: Discernment and Interpretation  in the Thought of St. Maximus the Confessor (у припреми: Fordham University 2021).
[15]   Закон природе и начин постојања — студије о односу теологије и науке, Београд 2021.
[16]   И на Истоку и на Западу — животопис Светог Николаја Жичког и Охридског 1946-1956, Врњци-Лос Анђелес 2021.
Уредник монографија:
The Christian Heritage of Kosovo and Metohija: Historical and Spiritual Heartland of Serbian People, Sebastian Press 2015.
The Serbian Christian Heritage of America The Historical, Spiritual, and Cultural Presence of the Serbian Diaspora in North America 1814-2019, LA-Chicago-NY-Montreal-Belgrade 2019.